# Marko Karaula
Marko Karaula (* 15. Oktober 1996) ist ein bosnischer Handballspieler.

## Karriere
Karaula begann 2009 Handball zu spielen. In seiner Jugend lief er für das Jugendnationalteam von Bosnien und Herzegowina auf.
2015/16 wechselte er von RK Jajce zu RK Sloboda Solana Tuzla. 2016/17 und 2017/18 lief der Rückraumspieler für RK Bjelin Spačva Vinkovci auf. 2018/19 wurde Karaula von MTV Braunschweig verpflichtet und lief damit in der 3. Liga auf. Das Team stieg in die Handball-Oberliga Nord ab, feierte aber 2019/20 den direkten Wiederaufstieg. 2022/23 wechselte der Rechtshänder, trotz Verletzung am Kreuzband, innerhalb der Liga zu TuS Ferndorf. Im Januar 2024 wurde Karaula von den BT Füchsen für die Handball Liga Austria verpflichtet.